# John Thomas Underwood
John Thomas Underwood (* 12. April 1857 in Marylebone (London); † 2. Juli 1937 in Osterville, Barnstable County (nach dem Begräbnisregister in Brooklyn)) war Gründer, Geschäftsführer und Inhaber der Underwood Typewriter Company in den Vereinigten Staaten von Amerika.

## Biographie
Underwood emigrierte als Teenager im Jahre 1873 aus London nach Amerika. Er trat dem väterlichen Betrieb John Underwood & Company bei. Underwood war seit 1874 Produzent von Tinten, Farbbändern, Durchschreibepapieren und sonstiges Zubehör, die bislang von E. Remington & Sons hergestellt wurden. Ein Jahrzehnt später zogen Underwood und sein Bruder Frederick von New Jersey nach Brooklyn. Als Underwood beim Schreibmaschinenhersteller Remington erneut seine Produkte vorstellen wollte, teilte man ihm lapidar mit, dass Remington seine Farbbänder künftig selbst herstelle. Underwood entgegnete nur, dass Underwood dann eben künftig auch seine Schreibmaschinen selbst herstellen würde.
Underwood erwarb 1896 die Rechte an der durch Franz Xaver Wagner entwickelten Typenhebelschreibmaschine, für die Wagner das Patent hielt. Die Erfindung des Wagnergetriebes durch Wagner selber ermöglichte es erstmals, dass das Geschriebene sofort zu sehen war. Bisher wurden die Typen der damals erhältlichen Schreibmaschinen üblicherweise von unten angeschlagen. Dieses völlig neue Konstruktionsprinzip verhalf Underwood zu einmaligem Erfolg. 1898 geriet Wagner in finanzielle Schwierigkeiten und verkaufte seine gesamten Patente und Herstellungsrechte an Underwood.
Die ersten Modelle „Underwood No. 1“ und „Underwood No. 2“, hergestellt zwischen 1896 und 1900, trugen auf der Rückseite noch den Schriftzug „Wagner Typewriter Co.“.
Underwood hatte insbesondere mit dem Modell „Underwood No. 5“ aus dem Jahre 1900 sehr großen Erfolg in den USA. Diese Maschine setzte durch ihre Konstruktion den Maßstab für alle nachfolgenden Maschinen anderer Hersteller weltweit. Underwood wurde auch im Ausland erfolgreich. Er belieferte den Wiener Hof und wurde für seine Verdienste zum k.u.k. Hoflieferanten ernannt. Bereits 1910 produzierte Underwood auch Schreibmaschinen mit Additions- und Subtraktions-Einheiten. Bis 1915 wurde die „Underwood Typewriter Company“ Marktführer und größter Hersteller von Schreibmaschinen weltweit. Bis zu 500 Maschinen verließen seinerzeit täglich die Werkshallen in New York. 1920 waren über 50 % aller Schreibmaschinen in den USA von Underwood. Bis 1939 hat Underwood 5 Millionen Maschinen hergestellt.

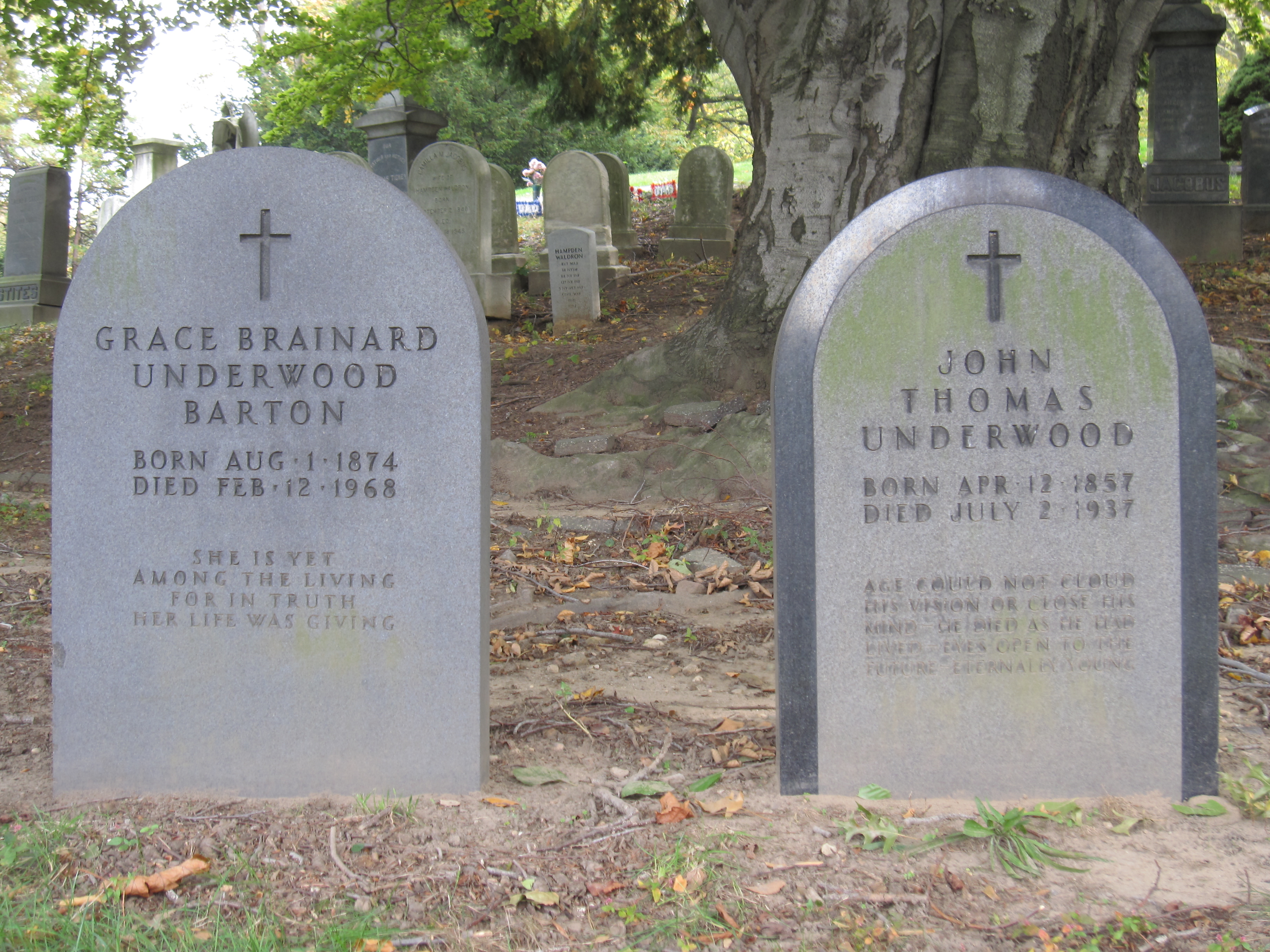
Grab von John Thomas Underwood und seiner Frau Grace im Green-Wood Cemetery in Brooklyn

Underwood wurde am 4. Juli 1937 auf dem Green-Wood Cemetery in Brooklyn beigesetzt. Seine Ehefrau Grace Brainard Underwood Barton wurde 1968 neben ihm beigesetzt.

## Nachlass
Das Grundstück, auf dem sich sein Herrenhaus in Clinton Hill, Brooklyn befand, wurde nach seinem Tod von seiner Witwe Grace Underwood Barton und seiner Tochter Gladys Underwood James der Stadt geschenkt. Die Villa und das Gewächshaus waren bereits abgerissen, um Platz für einen Park zu schaffen, welcher zu Ehren des ehemaligen Besitzers „Underwood Park“ benannt wurde. Die Verordnung dazu erließ Bürgermeister Robert F. Wagner junior (nicht verwandt mit Franz Xaver Wagner). Der Park wurde am 30. Mai 1956 eröffnet der Öffentlichkeit übergeben.